# José Irureta Goyena
José Irureta-Goyena Anza (Montevideo, 7 de octubre de 1874-1947) fue un abogado penalista, profesor y empresario rural uruguayo. Decano de la Facultad de Derecho de la Universidad de la República entre 1927 y 1931 y autor del Código Penal uruguayo de 1934.  

## Biografía
Irureta Goyena nació en 1874 en la Unión, fruto del matrimonio celebrado entre Antonio José Irureta-Goyena y Justa Anza, vascos provenientes de Guipúzcoa  radicados en el departamento de Florida. Su padre fallece cuando Irureta era apenas un niño.
Comienza sus estudios primarios en el Colegio Seminario de Montevideo, que deberá abandonar años más tarde a pedido de sus profesores que no veían en el condiciones de buen estudiante. No obstante esto, Irureta ingresa al Colegio Pío, en donde conoce a Monseñor Lasagna. El sacerdote significó un personaje muy importante en la vida del catedrático uruguayo ya que fue él quien lo impulsó en la lectura y lo motivó a continuar sus estudios en la Facultad de Derecho. 
En 1903 se recibió de abogado en la Universidad de la República y poco tiempo después ingresa por concurso en la cátedra de Derecho Penal dando inicio a una notable carrera de profesor. En 1927 corona su carrera docente al ser electo como Decano de la Facultad de Derecho, cargo que ejerció hasta 1931. Paralelamente a su actividad docente, Irureta ejerció la profesión de manera liberal.
En 1934 entra en vigencia, tras la aprobación parlamentaria, el Código Penal (sustituto del Código de Instrucción Criminal) proyecto ideado íntegramente por Irureta, tomando como modelo el Código homónimo de Italia. Dicho código contenía por ejemplo, la habilitación de la interrupción del embarazo en hospitales públicos, aunque esa medida fue revertida en 1938 por iniciativa de senadores de religión católica.
Fue fundador y Primer Presidente del Colegio de Abogados del Uruguay, del cual años después se consagraría como Presidente Honorario. De la misma manera, fue Académico de la Real Academia de Jurisprudencia y Legislación de España y Miembro de la Academia Nacional de Letras, en donde pronunció uno de sus ensayos filosóficos más destacados: "Los peligros de la fraternidad". 
Su actividad en materia rural también fue muy destacada, a tal punto que presidió la Asociación Rural entre 1909 y 1910, y fue uno de los miembros fundadores de la Federación Rural del Uruguay, en 1916. También fue fundador de la Alianza Cultural Anglo Uruguaya, junto a Sir Eugen Millington Drake. Por su apoyo a Gran Bretaña y a los Aliados durante la Segunda Guerra Mundial, fue condecorado con la Orden del Imperio Británico en el grado de Comendador. Llegó a presidir también la Corte Electoral.

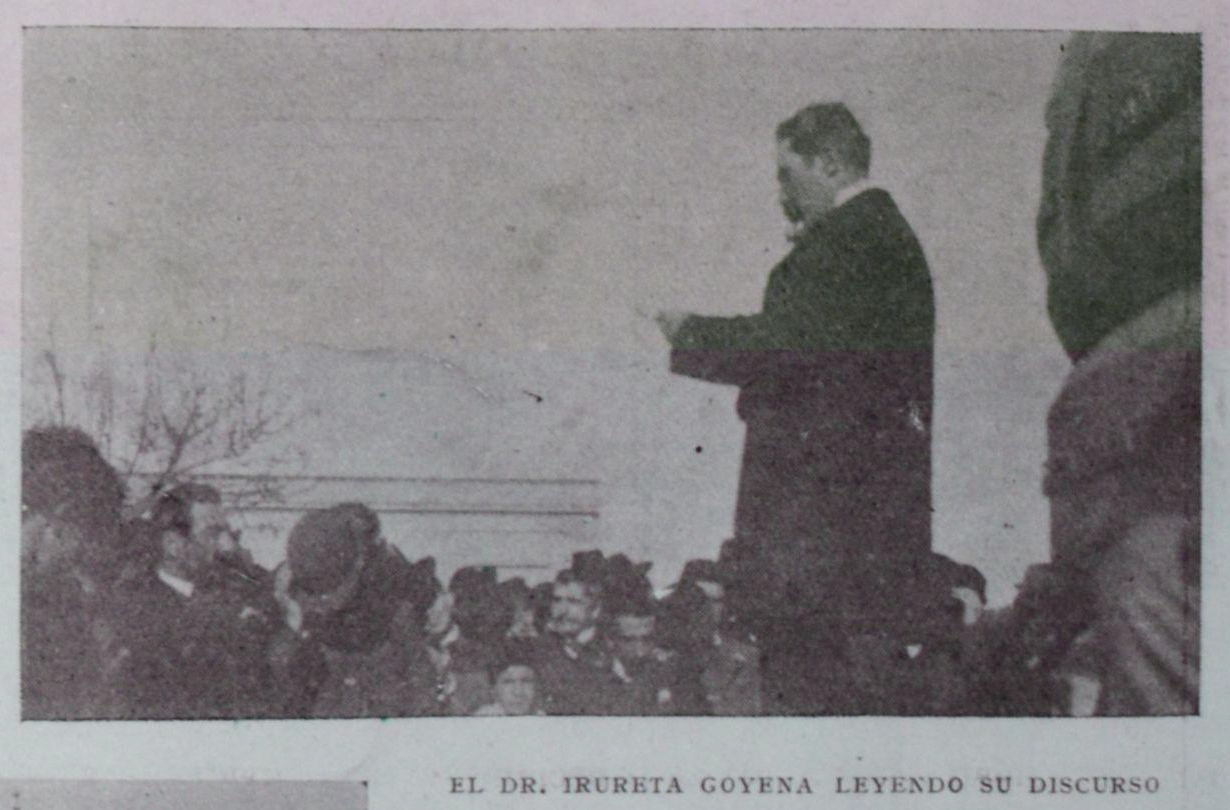

Su hijo, José Irureta-Goyena, nacido en 1903, fue también abogado (graduado en 1926) y un destacado catedrático en el Instituto de Derecho de Familia y Sucesorio, autor, además, de los cursos sobre Derecho de Familia y Sucesiones, compilado de Tratados que se volvieron lectura obligatoria entre los estudiantes universitarios del país y que, trascendieron fronteras. 
Falleció en febrero de 1947, su sepelio fue tributado con honores de Ministro de Estado.